# Pine Tree Gang
El Pine Tree Gang (en español Pandilla del Pino, o también conocido como Pine Tree Party) es un grupo paramilitar de extrema derecha y que aboga por crear un etnoestado blanco, el objetivo principal de PTG es el mismo que el del Frente Noroeste (los blancos racialmente leales pueden huir de otras razas inferiores de Estados Unidos y sobrevivir al inevitable colapso de la decadente y corrupta civilización estadounidense creando su propia nación), sin embargo, PTG lleva su propaganda un paso más allá y busca acelerar el colapso.

## Contexto

Bandera propuesta por separatistas Cascadianos.

Mapa que revela el territorio reclamado por el grupo

El grupo forma parte del movimiento Northwest Territorial Imperative (en español: Imperativo Territorial del Noroeste) (en inglés: Northwest Front) es un movimiento separatista blanco, neonazi idea que se ha popularizado desde los años 70 y 80 por grupos nacionalistas, supremacistas blanca y grupos separatistas blancos dentro de los Estados Unidos. Según él, se anima a los miembros de estos grupos a trasladarse a una región del Cascadia (conformados porWashington, Oregón, Idaho y Oeste de Montana) con la intención de eventualmente declarar a la región como una nación aria. Dependiendo de quién defina el proyecto, también puede incluir todos los estados de Montana y Wyoming, más el  Norte de California.
La formación de tal "patria blanca" también implica la expulsión, eufemizada como una "repatriación", de todos los no blancos del territorio. Los líderes supremacistas blancos Robert E. Miles, Robert Jay Mathews y Richard Butler fueron originalmente los principales impulsores de la idea, proponiendo un etnoestado blanco, Se han dado varias razones de por qué esta área ha sido elegida para ser una futura patria blanca: está más alejada de los lugares negros, judíos y de otras minorías que otras áreas de los Estados Unidos; es geográficamente remoto, lo que dificulta al gobierno federal desarraigar a los activistas; sus "amplios espacios abiertos" atraen a quienes creen en el derecho a cazar y pescar sin ninguna reglamentación gubernamental; y también les permite tener acceso a los puertos marítimos y Canadá. El territorio propuesto por el Imperativo Territorial del Noroeste se superpone con el territorio del Cascadia, y los dos movimientos comparten banderas similares, pero por lo demás no están relacionados.

## Actividades
La comunidad PTG en línea está inspirada por el terrorista Theodore Kaczynski (Unabomber). Se considera que el materialismo, la presión de trabajar por un sueldo y la tecnología aplastan el espíritu humano y solo la destrucción de la estructura del establecimiento (así como de las minorías) resolverá el problema. Indignado y rebelde con la modernidad, está envuelto alrededor de ideas deformadas del fascismo y la naturaleza que se transforman juntas en el etnosestado blanco definitivo. Al combinar primitivismo, nacionalismo blanco y "eco-fascismo", los miembros creen que la situación actual en todo el mundo está corrompida por el materialismo hasta la médula; tan roto que no puede ser arreglado por ningún método convencional, como a través de una protesta organizada y legal, y como resultado se requiere una revolución violenta. Los miembros del grupo están influenciados por ideas neonazis, nacionalistas blancas, ecofascistas, y por teorías conspurativas de carácter racista como el " genocidio blanco" y el "gran reemplazo", además de servir de inspiración para los perpetradores del tiroteo de El Paso y los atentados en Chistchurch de 2019, especialmente con la creencia de que la migración causa graves daños al medio ambiente.
El 3 de noviembre de 2017, se estableció a través de una publicación de Instagram iniciada por Mike Ma, también líder del movimiento según algunas fuentes. Ma publicó una imagen de un pino con el título 20 de octubre del 2018 el grupo abrió su sitio web llamado "Eco-fascit Order" (Orden Eco-fascita), el sitio web de la Orden Eco-Fascista dice que "espera atraer a nuevos miembros, ofreciendo habilidades básicas de supervivencia y una promesa de autodefensa". El grupo también ha demostrado en algunos comunicados de internet que es antiglobalista, además de tener influencias primitivistas.